# Jean Gabaret
Pour les autres membres de la famille, voir famille Gabaret.
Jean de Gabaret, écuyer, seigneur d'Angoulins, né à Saint-Martin de Ré le 5 juin 1631 et mort à Rochefort le 31 mars 1697, est un officier de marine français du XVIIe siècle. Issu d'une famille de marins, il entre jeune dans la Marine royale et connaît une promotion rapide en début de carrière. Capitaine de vaisseau au début de la guerre de Hollande, il termine le conflit avec le grade de chef d'escadre, grade auquel son père avant lui était parvenu. Nommé lieutenant général des armées navales au début de la guerre de la Ligue d'Augsbourg, il est nommé gouverneur de la Martinique. Rappelé en France au début de l'année 1697, il meurt de froid peu après son arrivée.

## Biographie

### Origines: la famille Gabaret, une famille d'officiers de marine
Les origines familiales des Gabaret dits « de l’île de Ré » restent obscures. Selon l’abbé Devert, les Gabaret descendent des vicomtes de Gabarret de Gabardan une famille noble depuis le XIe siècle originaire des Landes. Ces Gabaret du Lauragais se seraient appauvris lors des guerres du XIIIe siècle au XVe siècle ils commenceraient à armer des navires dès cette date. Vers 1550, une branche s’installe sur l’île de Ré, l'autre sur l'île d'Oléron.
Le lien entre les deux lignées de Gabaret n'est pas précisément établi. L'hypothèse communément admise fait coexister à la fin du XVIe siècle et au début du XVIIe siècle deux frères Gabaret installés, l'un, Mathurin, sur l'île de Ré, l'autre, Louis, sur l'île d'Oléron. Les lettres d'anoblissement de Louis Gabaret, natif de Saint-Denis-d'Oléron, le désignent comme un cousin de Mathurin Gabaret, né à l'île de Ré.
Le père de Jean Gabaret, Mathurin Gabaret (1600-1671) naît en ou aux alentours de 1600, sans doute à Saint-Martin de Ré. On sait peu de choses sur ses parents. Pour l’abbé Devert et René Carbonnet, il est fils ainé de Mathurin Gabaret, premier du nom, un marchand bourgeois catholique armateur de navire. Il serait ainsi propriétaire en 1630 de la barque Gabrielle partie de La Rochelle pour l’Irlande. Parvenu au grade de chef d'escadre, il est anobli par Louis XIV en 1655. Il épouse Marie Regnier. De cette union naissent Jean en 1631. De son remariage avec Marie Banon, naissent deux demi-frères, Nicolas de Gabaret (1641-1712), qui sera gouverneur de la Martinique, et Mathurin (IIIe du nom), baptisé le 4 janvier 1644.

### Carrière dans la Marine royale
Jean Gabaret s'engage dans la marine royale à l'âge de 16 ans et commence à servir sous son père sur un navire de guerre alors qu'au même âge son père servait sur navires marchands. Le 26 mars 1653, il est nommé capitaine de vaisseau, à l’âge de 22 ans, ce qui est jeune pour l'époque.
Il effectue plusieurs campagnes en mer. En 1666, il est capitaine du Saint-Philippe, l'année suivante La Vierge et en 1670 du Charente. En 1672, au début de la guerre de Hollande, il reçoit le commandement du Foudroyant. À bord de ce navire il se distingue à la bataille de Solebay (7 juin 1672) et à celle de Schooneveldt (7 juin 1673). Lors de cette dernière bataille, il est accusé par Valbelle de ne pas être monté sur le Deventer, un navire hollandais. Il passe en conseil de guerre et est acquitté. Le secrétaire d'État à la Marine Seignelay écrira par la suite « Il a tout fait ce que l’on pouvait attendre de lui, et c’est le seul qui ait abordé un vaisseau ennemi. Il a remporté par là une grande réputation parmi les Anglais et je crois qu’il mérite quelque récompense ». Ce sera fait. Il est nommé chef d'escadre de Normandie le 16 décembre 1673. Le 3 janvier 1674, il reçoit du roi une pension de 2 000 livres en même temps que Preuilly d’Humières, Châteaurenault et Valbelle. En 1674, il patrouille dans la Manche et en 1675 commande la marine à Rochefort. En 1676, il participe à la campagne méditerranéenne sous les ordres de l'amiral Duquesne.
De 1677 à 1682, une fois la paix revenue, il mène plusieurs campagnes de protection de navires marchands en Méditerranée et dans les Antilles. En 1677, il commande l'avant-garde de l'escadre du comte d’Estrée aux Indes Occidentales. Le 27 février, il force l'entrée du port de Tobago sous le feu des batteries et des canons des flûtes hollandaises. Il s'empare de nouveau de cette île en 1678 puis, après avoir incendié Grenade. Il retourne en Europe et, en 1683, il porte secours au roi du Danemark, avec Preuilly d'Humières. Il commande la marine à Rochefort en 1681, puis de 1682 à 1686 et en 1688. En 1684, il fait l'acquisition de l'Hôtel de Clerjotte, Saint-Martin-de-Ré. Il n'en reste propriétaire que peu de temps puisque l'hôtel est réquisitionné par l’intendant Bégon pour servir d’arsenal à la nouvelle place forte que devenait Saint-Martin-de-Ré.

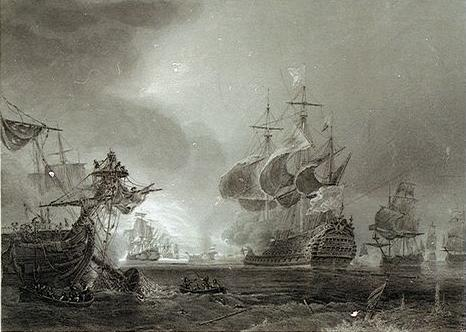
Bataille du cap Bévésiers, 10 juillet 1690 Gravure de Théodore Gudin

C'est pendant la guerre de la Ligue d'Augsbourg qu'il acquiert son surnom de « Grand Gabaret ». En 1689 à bord du Saint Michel, il dirige l’avant-garde de la flotte sous les ordres du marquis de Châteaurenault. Cette flotte est chargée de débarquer des troupes en Irlande pour soutenir Jacques II. Or la flotte française rencontre celle anglaise dirigée par amiral Herbert à Bantry Bay. Le combat a lieu le 11 mai. L'engagement est indécis quant à la victoire d'un camp ou de l'autre. Le 1er novembre de la même année, Jean Gabaret est nommé lieutenant général des armées navales. Il participe en cette qualité aux batailles navales du cap Béveziers le 10 juillet 1690 sur L’Intrépide, dans l'escadre blanche et bleue.
Gabaret est alors un homme écouté, lors de la visite en France du roi Guillaume III, il fait partie des quatre officiers consultés par Louis XIV. Le mercredi 13 février 1692, le marquis de Dangeau, célèbre mémorialiste de l'époque, écrit :

« Sur les quatre heures, le roi tint conseil avec le roi d'Angleterre, M. de Pontchartrain, M. de Tourville, le chevalier de Château-Renaud, d'Amfreville et Gabaret sur ce que notre flotte devoit entreprendre cette année. »

Deux ans plus tard, le 29 mai 1692, il monte La Perle à la bataille de Barfleur et seconde le maréchal de Tourville. Mais en 1693 à Lagos, au large du Portugal, il manœuvre mal et empêche une victoire totale sur le convoi anglo-hollandais en provenance de Smyrne. À la suite de cela, il ne naviguera plus.
Nommé gouverneur de la Martinique en 1693, il entreprend de former une milice armée et de fortifier l'île, encore désarmée.
Le 1er avril 1693, une escadre anglaise forte de 28 galions et de huit cargos débarque à Port Royal 4 200 fantassins sous les ordres de Sir Francis Wheeler. Les 1 600 fantassins du colonel Foulke sont battus et doivent ré-embarquer, tandis que Francis Wheeler fait débarquer 2 600 hommes à Diamond bay. Le 15 avril, les assaillants reçoivent des renforts du général Codrington depuis Antigua. Les Britanniques, regroupant toutes leurs forces (plus de 5 000 hommes) à Fond-Canonville, marchent sur la capitale, Saint-Pierre. Gabaret ne pouvait leur opposer que 400 soldats et 1 500 esclaves qu'il avait fait armer : le choc, qui eut lieu le 31 mai 1693 au Prêcheur, se solda par une défaite des Britanniques, qui durent ré-embarquer une nouvelle fois. Gabaret attaqua à son tour le port de Kingston en Jamaïque en 1694, et incendia quelques navires ennemis. Il commande alors la marine à Rochefort en 1694.
À son retour, Gabaret réforme l'administration de l'île, fait édifier l'hôtel de ville, et recreuser le port en 1695-1696. En signe de reconnaissance aux esclaves qui avaient participé à la défense de la colonie, il réforme le Code noir et soumet en 1696 à Louis XIV un projet d'émancipation progressive, fondé sur le déplacement des esclaves affranchis à Cayenne et en Patagonie, pour y encourager l’immigration des colons de Martinique, et étendre ainsi les colonies françaises en Amérique du Sud. Le marquis de Chamillard, ministre de la guerre, parle favorablement de ce projet au roi, lequel rappelle Gabaret en France. Gabaret prend la mer en janvier 1697, mais meurt de froid peu après son arrivée en France.
Il décède le 28 mars 1697 et est inhumé le 28 dans l'église de la paroisse d'Angoulins. Chevalier de l'ordre royal et militaire de Saint-Louis à la création de l’ordre en 1693, il en est fait commandeur en 1696.

## Mariage et descendance
Il se marie le 16 mai 1655 à Saint-Martin de Ré à Marie Jamon, fille du seigneur de Jaurelles, procureur fiscal en la baronnie de Ré. La famille d'Oléron est présente: Pierre et son fils Alain capitaines marchands père et frère de Louis.
De son premier lit, il y a
- Jean II (22 janvier 1656, à Saint-Martin de Ré), enseigne de vaisseau puis capucin le 1er mars 1682
- Marie Anne, (16 juillet 1657 à Saint-Martin de Ré), morte en bas âge
- Jeanne (31 mars 1659 à Saint-Martin de Ré)
- Mathurin IV (20 février 1661 à Saint-Martin de Ré)
- Marie Anne (15 juin 1664 à Saint-Martin de Ré), elle épouse Jacques Lesmerie d’Eschoisy en 1692 mais meurt peu de temps après la naissance en 1696 de son fils Jean Jacques
- Jules, (31 janvier 1666 à Saint-Martin de Ré - 22 janvier 1746, à La Rochelle)
- Marie Madeleine (23 juillet 1669 à Saint-Martin de Ré)
- Marie Angélique (25 décembre 1672, née à La Rochelle - 7 novembre 1726), abbesse de Sainte-Claire de la Rochelle

Il se remarie le 7 juin 1688 à Longèves[Lequel ?] à Olympe de Cailhaut ou Caichault. Elle fait vérifier ses armes à La Rochelle en 1697 et est autorisée à continuer à porter les armes de son mari de sinople à un réchaud d'argent.